# Escuela de Pensamiento Matemático “Miguel de Guzmán”
La Escuela de Pensamiento Matemático "Miguel de Guzmán" es un centro de enseñanza especializado en la detección, orientación y estímulo del talento matemático, orientado a alumnos de alta capacidad o con facilidad para las matemáticas.
Está situada en la Avenida de Rosario Manzaneque 12, en Torrelodones. Cuenta con un Museo de las Matemáticas propio, un laboratorio de informática y robótica, y una amplia biblioteca de libros de  matemáticas, con más de 2000 volúmenes.
Su misión es evitar en lo posible la pérdida de los talentos y las consecuencias asociadas a la desmotivación de los alumnos de alta capacidad en el entorno escolar, como es el bajo rendimiento académico, fracaso escolar y aislamiento social, y también encauzar el potencial intelectual de los alumnos de alta capacidad para lograr enfocarlo en la ciencia matemática y en el pensamiento abstracto y científico, para su aplicación en cualquier aspecto de la vida.
- Desde el punto de vista académico
  - Saber aplicar las matemáticas que se presentan en situaciones cotidianas.
  - Aprender a pensar de forma positiva y sistemática.
  - Enseñar la belleza matemática y desarrollar el pensamiento abstracto.
  - Transmitir destrezas y estrategias para elaborar demostraciones.
  - Enseñar a buscar la simplificación y la mejor solución.
  - Desarrollar habilidades de trabajo en equipo.

Centra su atención en los niños de alta capacidad de razonamiento, que, en contra de la opinión popular que considera que tienen el éxito académico garantizado, corren el riesgo de caer en el fracaso escolar puesto que suelen sentirse aburridos ante la enseñanza reglada que se da en los centros educativos tradicionales. 
La agrupación de estos alumnos logra potenciar al máximo su motivación, mejora el rendimiento escolar y previene el fracaso académico a medio y largo plazo.

## Historia

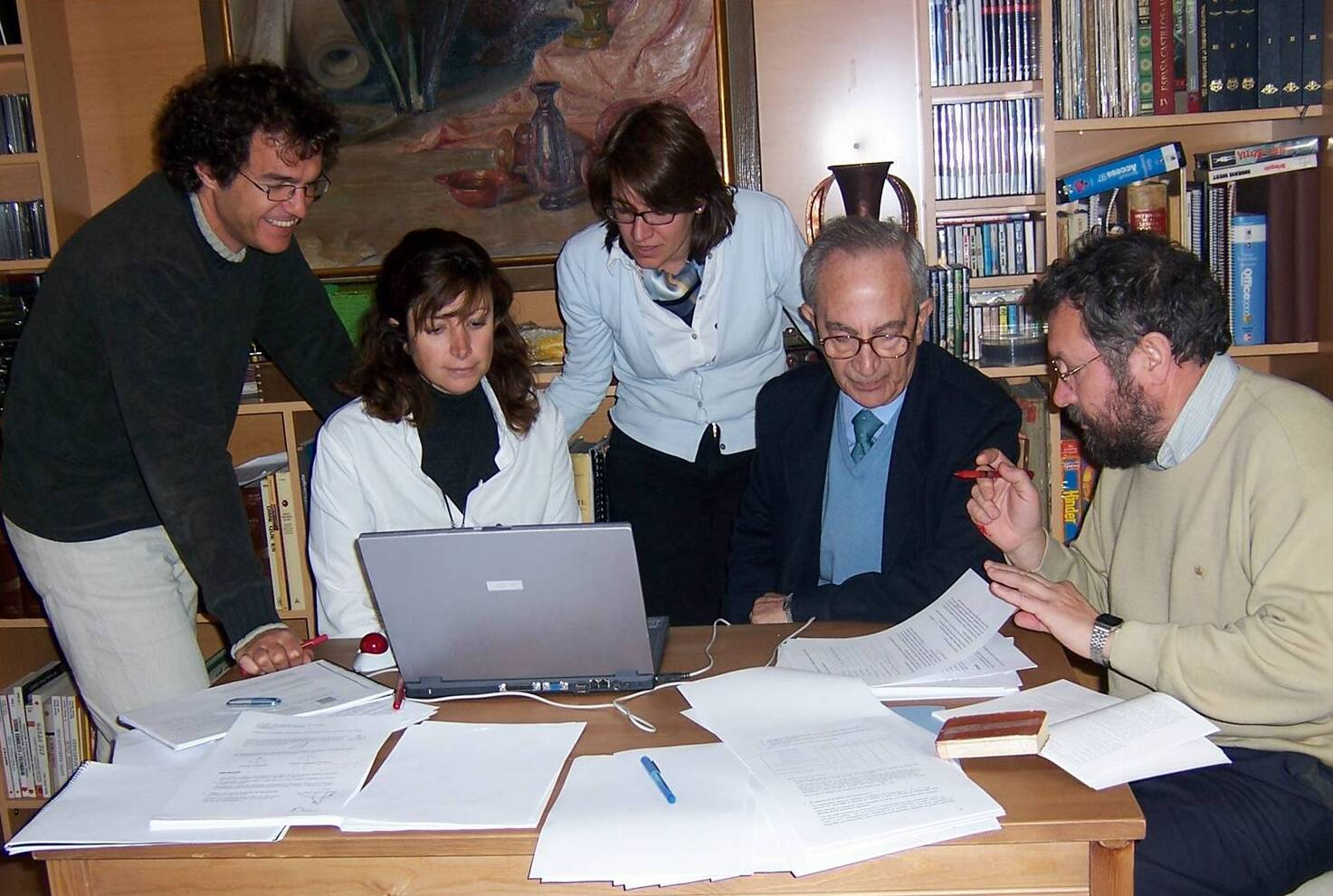
José Mª Letona junto con otros profesores de la EPM.

Se creó como Escuela Municipal de Pensamiento Matemático en el año 2003 por iniciativa del matemático Miguel de Guzmán (aunque fallecería un año más tarde) y de José María Martínez López de Letona, con la pretensión de atender a los niños que presentaban un talento matemático innato haciéndoles partícipes de los aspectos más atractivos de la actividad matemática.
En el año 2007 José María Letona organizó la final de la fase nacional de la XLIII Olimpiada Matemática de España en Torrelodones, y, en colaboración con los profesores de la Escuela de Pensamiento Matemático, pone en marcha la I Gymkhana Matemática Popular, en Torrelodones, que consigue un gran éxito de participación. 
Progresivamente esta idea se ha ido extendiendo en todas las primaveras a otros municipios de la Comunidad de Madrid, hasta un total de cinco, con el apoyo de la Consejería de Educación, la Real Sociedad Matemática Española, IBM y LEGO Ibérica.
En el curso 2010-2011 se añadió a la enseñanza matemática tradicional la matemática visual, la magia en las matemáticas (Matemagia), la informática aplicada a las matemáticas (Compumáticas) y la robótica.

## Lema
La Escuela de Pensamiento Matemático Miguel de Guzmán adopta un concepto de la matemática como actividad lúdico-intelectual y un lema: Imaginar, Razonar, Concluir.

## Ingreso
En la Escuela de Pensamiento Matemático se ingresa mediante una prueba acceso, que consiste en resolver unos problemas de lógica matemática.